# Естебан Обіанг
Естебан Ороско Фернандес (ісп. Esteban Orozco Fernández, уроджений Естебан Обіанг Обоно ісп. Esteban Obiang Obono, 7 травня 1998, Сарагоса) — іспанський та екваторіально-гвінейський футболіст, правий захисник клубу «Антекера» та збірної Екваторіальної Гвінеї.

## Раннє життя
Естебан народився в Сарагосі. Його біологічна мати померла від ускладнень під час його пологів. Тоді за ним доглядали бабуся та тітка. Коли Естебану було лише 22 місяці, його усиновила іспанська родина з Утрери, де він провів більшу частину свого життя, будучи вихованцем однойменної місцевої футбольної команди.

## Клубна кар'єра
Естебан дебютував у складі першої команди «Утрера» 7 лютого 2016 року у виїзному поєдинку Терсери проти «Алькали» (1:1) і загалом за сезон, 2015/16 провів 7 матчів у чемпіонаті.
Влітку 2016 року Естебан перейшов до молодіжної команди «Реала Бетіс», де провів один сезон, після чого був переведений до резервної команди. У її складі дебютував у Сегунді B 25 листопада 2017 року у виїзній грі проти «Картахени» (4:1).
25 січня 2018 року повернувся в «Утреру», на правах оренди, а вже влітку підписав з рідною командою повноцінний контракт.
Влітку 2019 року Естебан перейшов до «Ібіси», втім виступав здебільшого за фарм-клуб «Сант-Рафаель», зігравши за першу команду лише один матч у Сегунді Б.
Влітку 2021 року став гравцем клубу «Антекера» з новоствореної Сегунди КІФФ.

## Міжнародна кар'єра
9 жовтня 2017 року Естебан дебютував за збірну Екваторіальної Гвінеї у товариському матчі проти Маврикію (3:1). У другому таймі він вийшов на заміну замість Діосдадо Мбеле.
З командою був учасником Кубка африканських націй 2021 року у Камеруні, де 16 січня 2022 року він допоміг своїй збірній перемогти Алжир, забивши єдиний гол у матчі.

## Статистика
| Збірна               | Рік      | Ігор | Голів |
| -------------------- | -------- | ---- | ----- |
| Екваторіальна Гвінея | 2017     | 1    | 0     |
| Екваторіальна Гвінея | 2018     | 1    | 0     |
| Екваторіальна Гвінея | 2019     | 3    | 0     |
| Екваторіальна Гвінея | 2020     | 2    | 0     |
| Екваторіальна Гвінея | 2021     | 4    | 0     |
| Екваторіальна Гвінея | 2022 рік | 2    | 1     |
| Всього               | Всього   | 13   | 1     |